# Near Earth Asteroid Tracking
Near Earth Asteroid Tracking (NEAT) – program NASA i Jet Propulsion Laboratory, poszukujący obiektów w kosmosie, których orbity przecinają orbitę Ziemi.
Projektem kierowała Eleanor Helin, z którą pracowali Steven Pravdo, David Rabinowitz, Raymond Bambery, Kenneth Lawrence, Michael Hicks i Robert Thicksten. Informacje o ciałach poruszające się po trajektoriach przecinających orbitę Ziemi gromadzone były na liście potencjalnie niebezpiecznych asteroid (PHA).
W ramach tego przeglądu nieba z Obserwatorium Palomar w latach 1960–2012 odkryto 29 588 planetoid, a z obserwatorium na Haleakalā w latach 1995–2002 dalsze 558 planetoid.